# Scopelosaurus hamiltoni
Scopelosaurus hamiltoni — вид авлопоподібних риб родини Notosudidae. Це морський, пелагічний вид, що поширений у субантарктичних водах Південної півкулі на глибині до 1000 м. Тіло сягає завдовжки до 50 см. Живиться різними видами планктону, в основному ракоподібними.